# Demeter

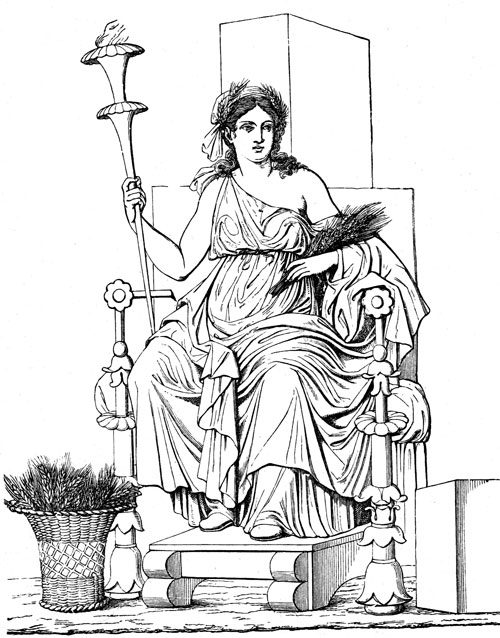
Demeter (Wandgemälde in Pompeji)

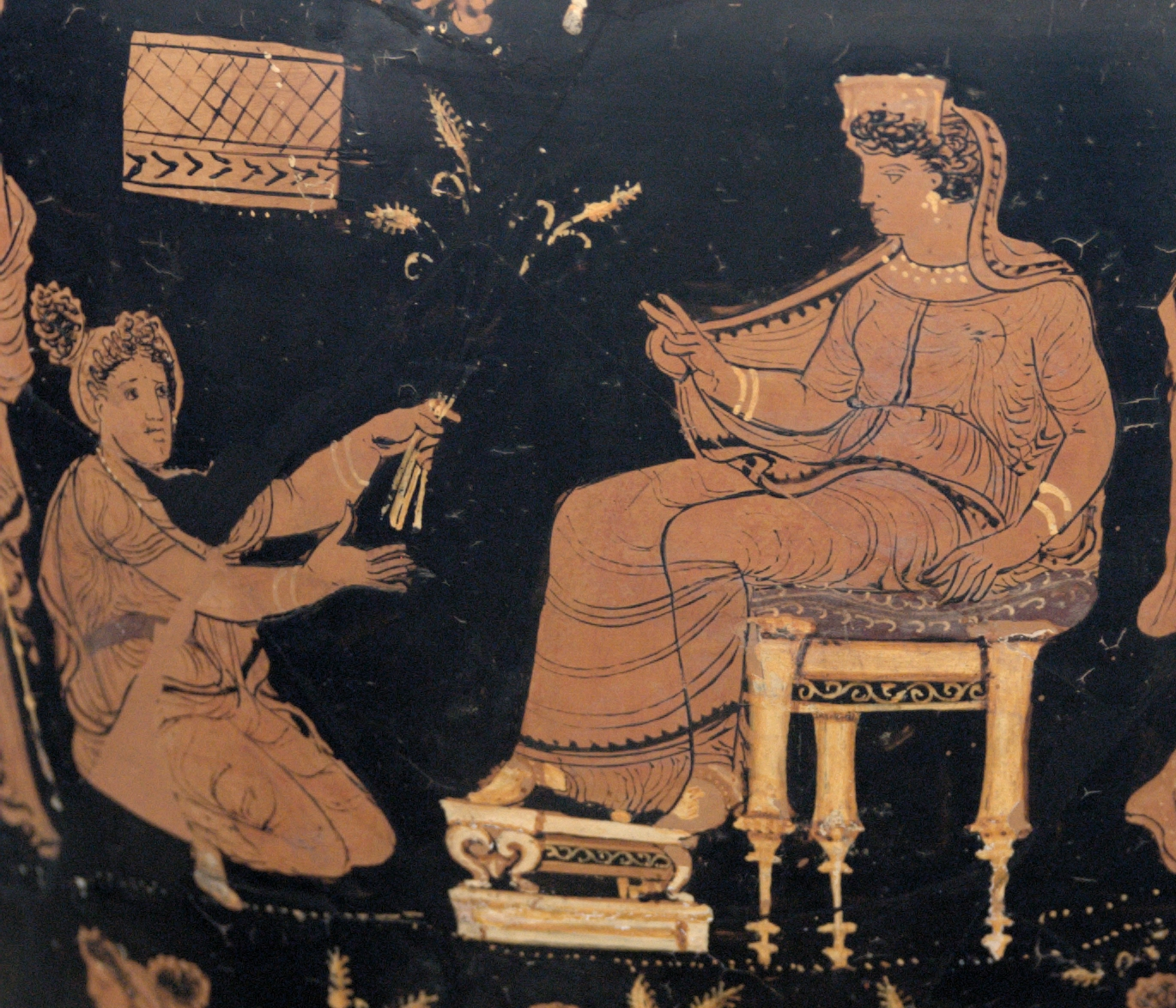
Demeter segnet Metaneira (Detail einer rotfigurigen Hydria, ca. 340 v. Chr.)

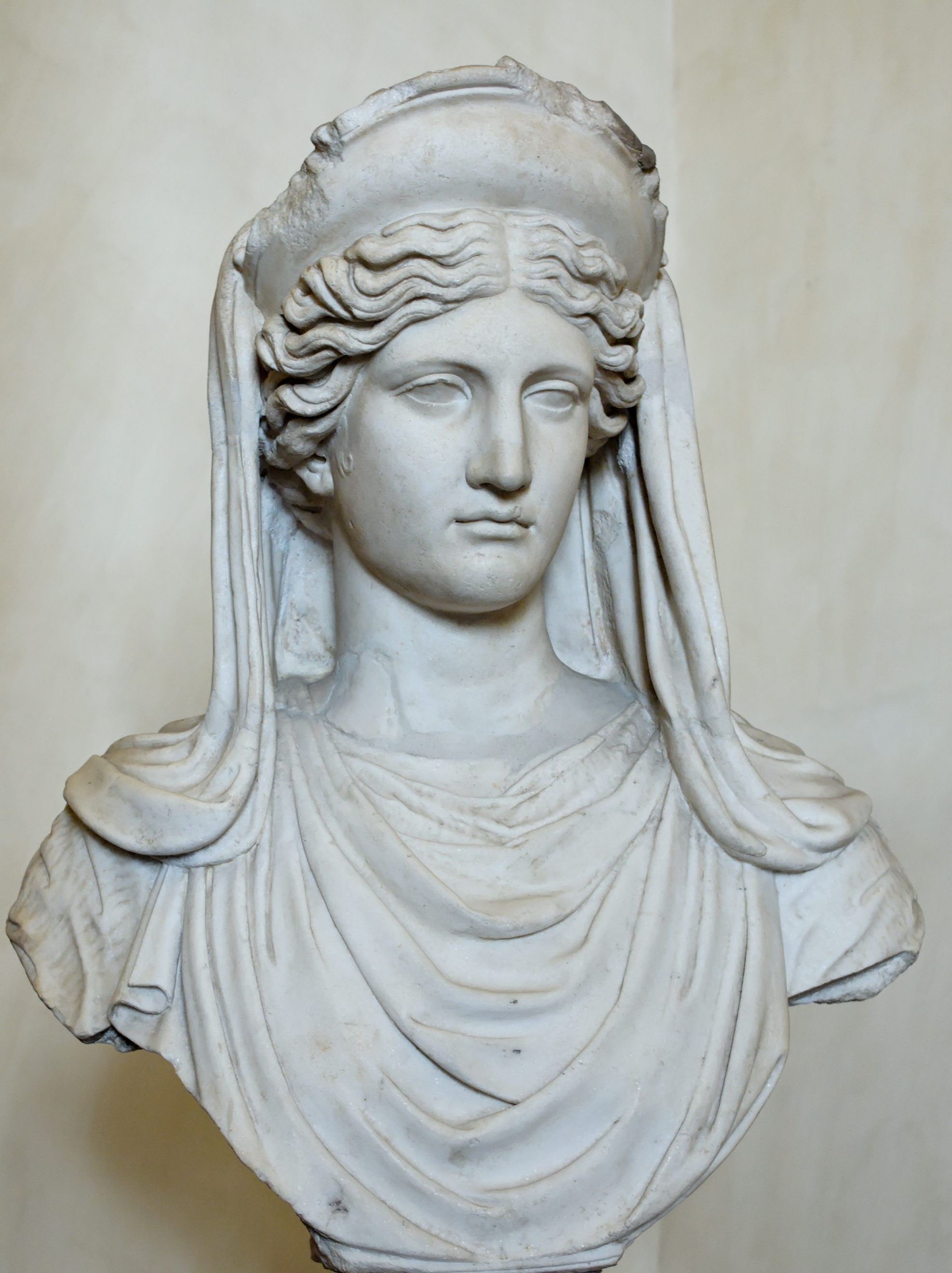
Demeter (römische Kopie eines griechischen Originals des 4. Jh. v. Chr.)

Demeter (altgriechisch Δημήτηρ, Δήμητρα, Δηώ Dēmḗtēr, Dḗmētra, Dēṓ) ist in der griechischen Mythologie eine Muttergöttin aus dem griechisch-kleinasiatischen Raum. Sie gehört zu den zwölf olympischen Gottheiten, den Olympioi, und ist zuständig für die Fruchtbarkeit der Erde, des Ackerbaus, der Ernte, des Getreides und der Saat. Demeters römischer Göttername ist Ceres.

## Etymologie und Beinamen
Die Herleitung des Namens Demeter oder Damater (auch Dōmater) ist nicht gesichert. Während der zweite Namensbestandteil μήτηρ mḗtēr, deutsch ‚Mutter‘, problemlos hergeleitet werden kann, erlaubt das erste Glied De- verschiedene Ansätze. Am weitesten verbreitet ist die Herleitung aus dem griechischen γῆ gḗ, deutsch ‚Erde‘, wobei Δῆ Dḗ dem nachgewiesenen dorischen δᾶ dá, deutsch ‚Erde‘ entsprechen und eine lautliche Variante darstellen würde. Eine andere Etymologie führt den Namen auf eine Form *Δησμάτηρ Dēsmátēr (von indogermanisch *dṃs-, dem Genitiv zu *dem- „Haus“) „Mutter des Hauses“ zurück. Eine weitere, spätantik belegte Deutung bezieht sich auf ein Wort für Getreide im ersten Wortteil (kretisch dēaí, „Gerste“).
Weitere Namen und Titel von Demeter waren „Despoina“ (Gebieterin), „Daeira“ (Göttin), „Chloe“ (Die Grünende), „Gerstenmutter“, „Weise der Erde“, „Weise des Meeres“ und „Überfluss“.

## Mythos

### Abstammung und Nachkommen
Demeter ist die Tochter der Titanen Kronos und Rhea und damit die Schwester von Hestia, Poseidon, Zeus, Hera und Hades. Mit Zeus hatte sie die Tochter Persephone, mit ihrem Geliebten Iasion den Sohn Plutos, die Personifizierung des Reichtums. Hyginus nennt Philomelos als Zwilling des Plutos, und Diodor erwähnt neben Plutos noch Korybas und Eubouleus. Mit Poseidon ist sie in der Bibliotheke des Apollodor Mutter des Arion, bei Kallimachos Mutter der Despoina und bei Pausanias Mutter von beiden.
Demeter soll den Heros Triptolemos von Eleusis in die Welt geschickt haben, damit er die Kunst des Ackerbaus verbreitet.

### Raub der Persephone

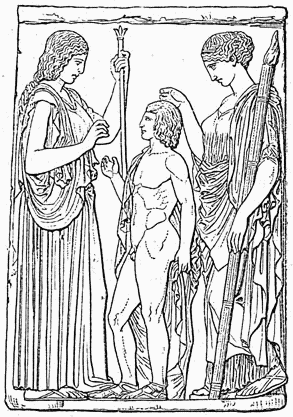
Demeter und Persephone, den jungen Triptolemos weihend (Relief von Eleusis, Athen)

Hades wünschte sich eine Frau. Als Demeters Tochter Persephone, die Göttin des Frühlings und der Fruchtbarkeit, draußen auf einer Wiese Narzissen pflückte, tauchte Hades aus dem Boden auf und entführte sie in die Unterwelt. Demeter trauerte um ihre Tochter und suchte sie überall, konnte sie jedoch nirgends finden. Sie war so traurig, dass sie den Pflanzen zu wachsen verbot, den Bäumen, Früchte zu tragen, und den Tieren, sich zu vermehren. Als die Menschen anfingen zu sterben, befahl der Göttervater Zeus seinem Sohn Hermes, dem Götterboten, Hades zu zwingen, Persephone freizulassen. Persephone jedoch hatte schon in der Unterwelt einen Teil von einem Granatapfel gegessen, deshalb musste sie nach dem Gesetz in der Unterwelt bleiben. Da Demeter ihre Tochter aber unbedingt zurückwollte, entschied Hermes: In dem Granatapfel waren 12 Kerne, Persephone aß 4 davon. Also sollte sie 4 Monate jeden Jahres in der Unterwelt als Königin über die Toten herrschen und die restliche Zeit mit ihrer Mutter auf der Erde verbringen.

## Darstellungen
Demeters Hauptattribute sind die Weizenähre und der Mohn. Sie wurde auch zusammen mit Blumen, Früchten und Samen dargestellt, oft mit einer Mohnblume. Ihre Tiere sind das Schwein und der Delphin, auf denen sie reitet. Auch die Biene war Demeter zugeordnet.
Das älteste bisher gefundene Standbild der Demeter stammt aus der Schwarzen Höhle (Mavrospelya) in Phigalia (Arkadien). Sie wird dort mit einem schwarzen Mantel und einem Pferdekopf dargestellt, gorgonische Schlangen umwinden den Kopf. Die Göttin wird von einem Delphin und einer Taube begleitet. In Mykene war der Demeter-Kult bereits im 13. Jahrhundert v. Chr. bekannt.
In der Kunst sieht man, dass Demeter eng mit ihrer Tochter Persephone und deren Gatten Hades verbunden ist. Alle drei Gottheiten stehen für Fruchtbarkeit und werden dementsprechend oft mit Getreideähren dargestellt. Reliefs und Vasen zeigen häufig die Rückkehr der Persephone aus der Unterwelt oder wiederum deren Abstieg.
Ein bekanntes Relief ist das eleusinische Weihrelief, das Demeter und Persephone mit einem jungen Mysten zeigt.
Auch auf den Rückseiten römischer Münzen wurde Demeter häufig abgebildet. Dies gilt insbesondere für Tetradrachmen aus Alexandria, von wo ein Großteil der Getreideexporte nach Rom organisiert wurde.

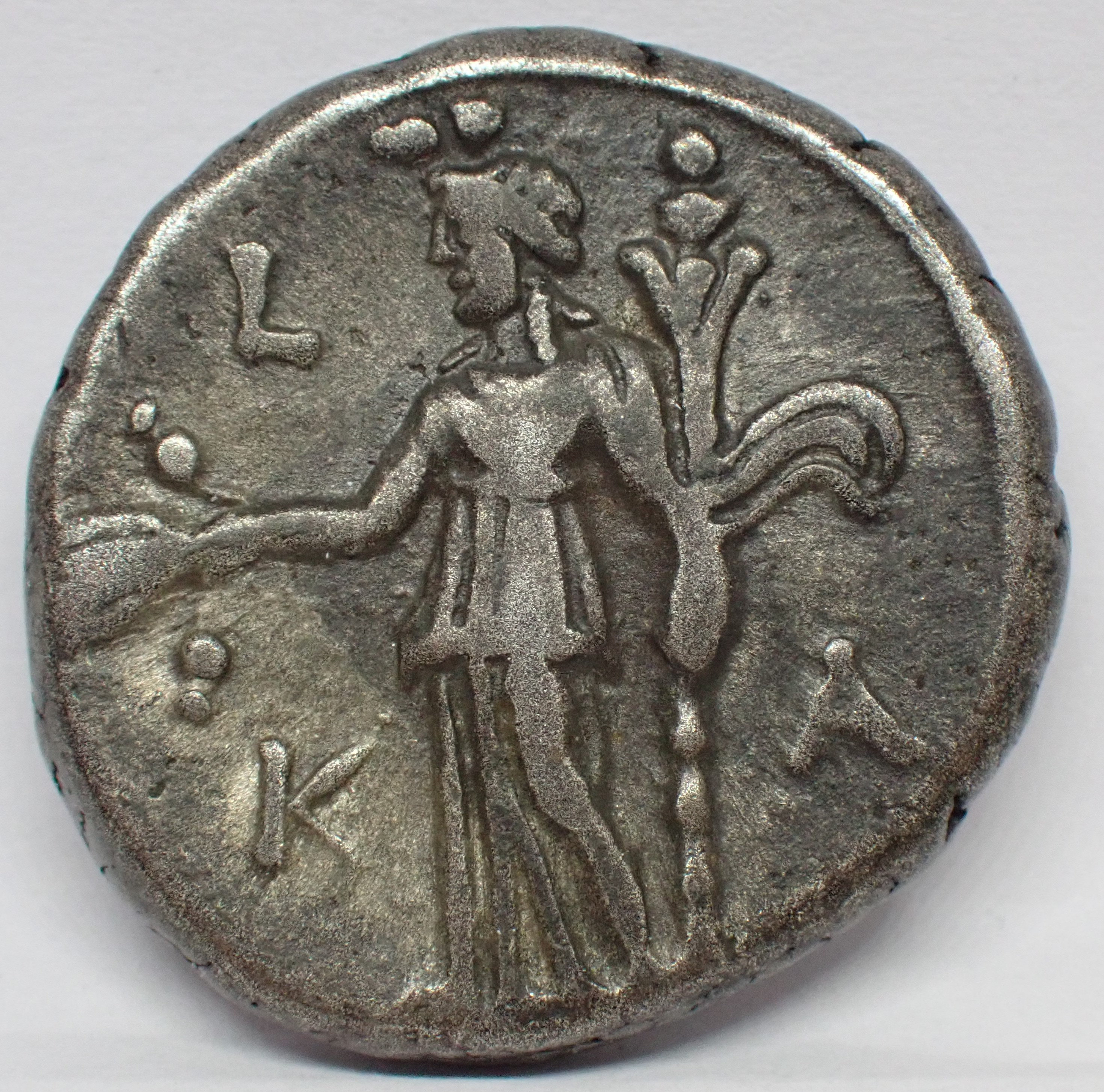
Demeter auf alexandrinischer Tetradrachme des Hadrian

## Kult

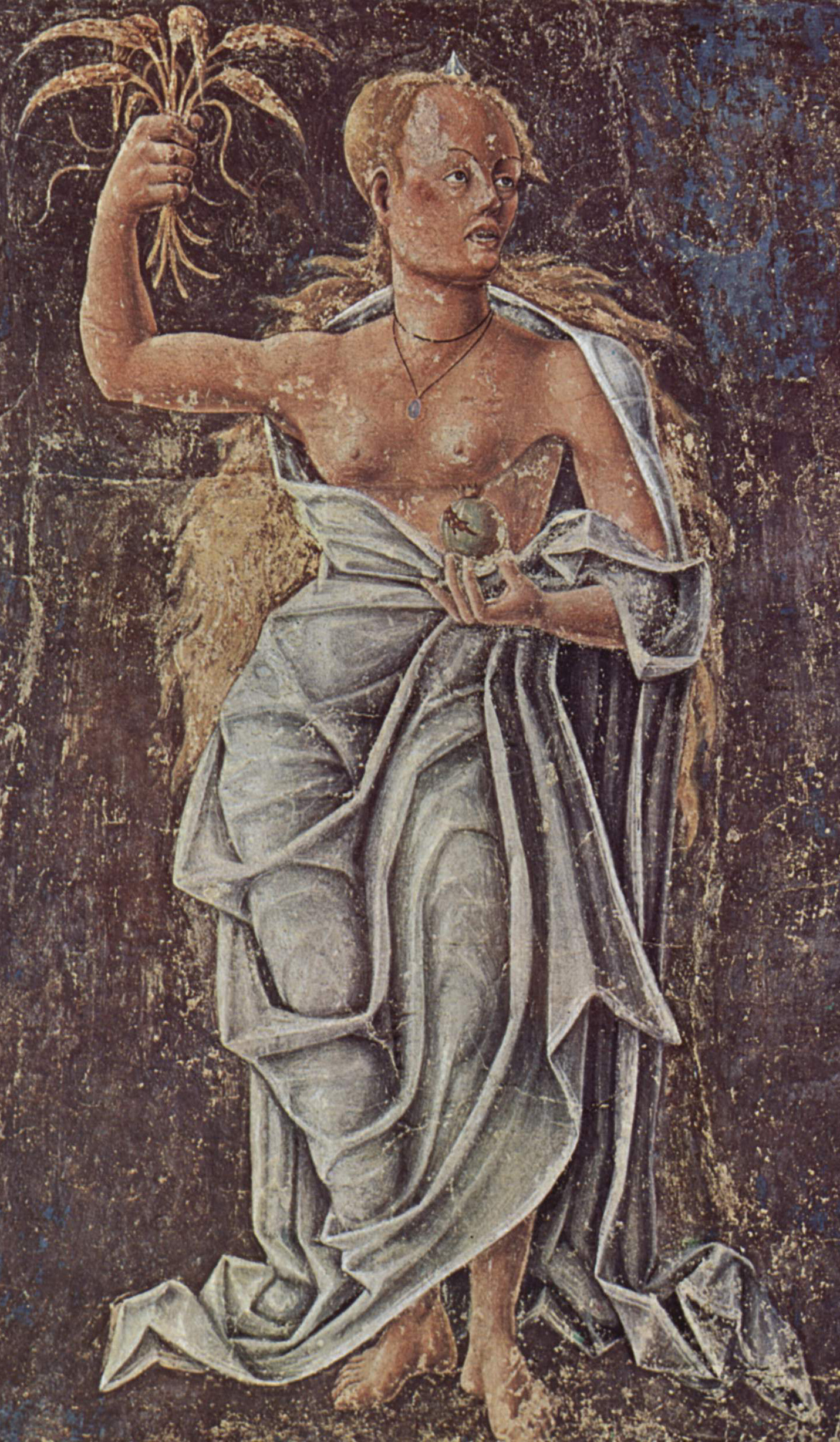
Fresko von Cosmè Tura (1430–1495)

Die wichtigste Kultstätte der Demeter befand sich in Eleusis, wo auch ein Eingang zur Unterwelt (dem Hades) angenommen wurde. Die eleusinischen Mysterien fanden alljährlich zu Ehren Demeters statt. Mit der Verbreitung des Christentums verlor der Kult von Eleusis an Ansehen. Nach dem Versuch des Kaisers Iulianus Apostata, die Mysterien wiederzubeleben, ließ Kaiser Theodosius I. den Tempel 392 schließen. Vier Jahre später wurde der Tempel von Eleusis durch die Westgoten unter Alarich I. zerstört.
Auf dem Gelände des Demeterheiligtums in Patras wurde später eine Kirche errichtet.
Über ganz Griechenland gab es ein drei Tage dauerndes Fest zu Ehren der Demeter, die Thesmophorien.

## Rezeption
Demeter gilt als besonders deutliche Ausprägung des Mutterarchetyps im Sinne der Analytischen Psychologie Carl Gustav Jungs.

## Demeter als Namensgeberin
Demeter ist die Namensgeberin
- des anthroposophischen Bio-Anbauverbandes Demeter
- des Software-Entwurfsmusters Gesetz von Demeter
- des Segelschiffs, mit dem Dracula, in Bram Stokers gleichnamigem Roman, von Rumänien nach England gelangt